# Cornufer cryptotis
Cornufer cryptotis es una especie de anfibios de la familia Ceratobatrachidae.

## Distribución geográfica
Se encuentra en Nueva Guinea (Nueva Guinea Occidental, Indonesia). 

## Estado de conservación
Se encuentra amenazada por la pérdida de su hábitat natural.